# Микромозаика

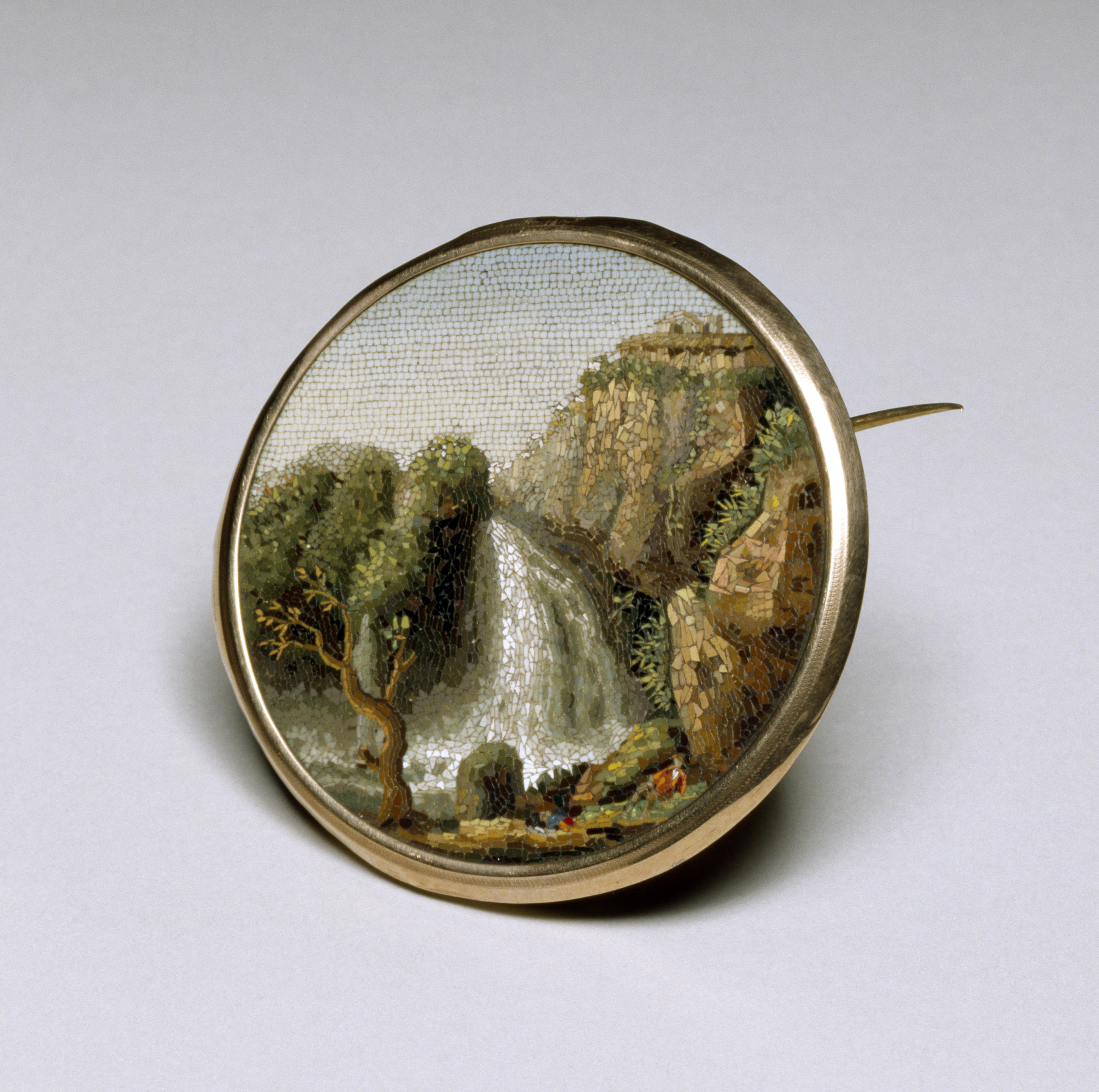
Итальянская брошка, начало XIX века

Микромозаика (итал. Micromosaico) — разновидность мозаики. Для её создания использовались тессеры — мельчайшие кусочки стекла или эмали от полу- до нескольких миллиметров. Тессеры создавали из стеклянных стержней или нитей — филатов и затем кусочки аккуратно пинцетом размещали на покрытой мастикой или цементом поверхности для склеивания. 
Микромозаика зародилась в античной Греции и затем распространилась в Римской империи. Больше всего образцов было найдено в Помпеях. Искусство микромозаики расцвело в Византии. С применением этой технологии создавались переносные иконы. В XIX веке микромозаичные украшения стали популярными сувенирами, приобретаемыми дворянами во время поездки в Италию в рамках гран-тура.

## Античность
Первый задокументированный образец микромозаики был найден в Тмуите, Египте. Это была созданная греческими мастерами мозаика Софилоса, датируемая примерно 200 годами до нашей эры. Этот вид искусства быстро распространился в Греции и Египте эпохи Птолемеев. Микромозаика использовалась в украшении египетских гробниц с конца III по I вв. до н. э. Самый яркий образец — Нильская мозаика и предположительно является репликой картины. В первом веке до нашей эры, искусство микромозаики набирало популярность в древнем Риме. Много её образцов было найдено в Помпеях. Спад этого искусства начался в первом веке н. э. и окончательно исчез к 4 веку н.э.  
В древнем Риме искусство микромозаики называлось Opus Vermiculatum. Кусочки, используемые для микромозаики назывались Vermiculi (с лат. — «червячки»), их размер составлял от 1 до 2-х миллиметров. На поверхности в один сантиметр можно было разместить до пяти рядов мозаики. Как и стандартную мозаику, Vermiculatum создавали для украшения пола. Такие пластины были очень хрупкими и их размер не превышал 20 — 40 сантиметров. Vermiculatum располагалась на особой пластине, которую можно были устанавливать на пол и снимать её, если хозяева хотели переехать. 

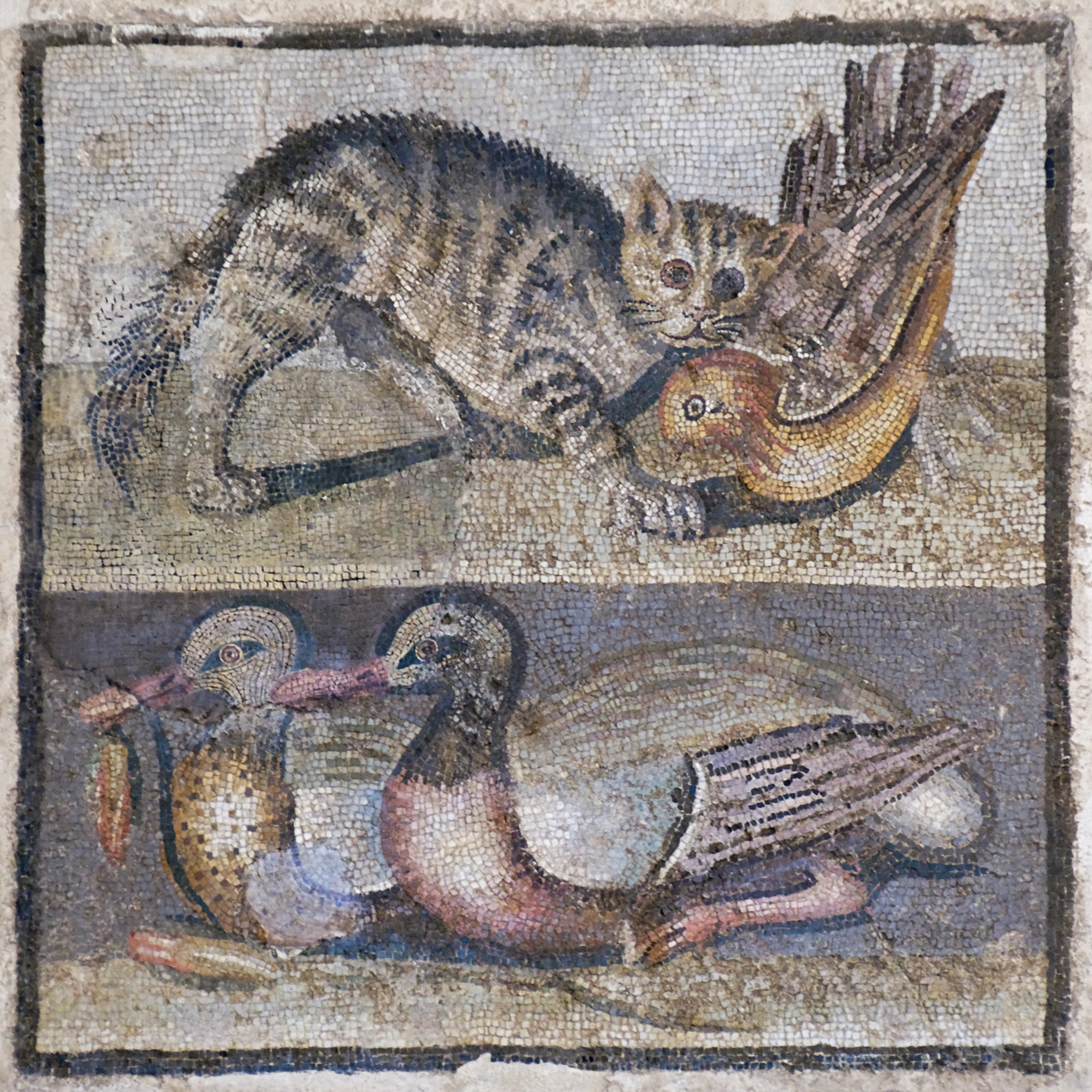
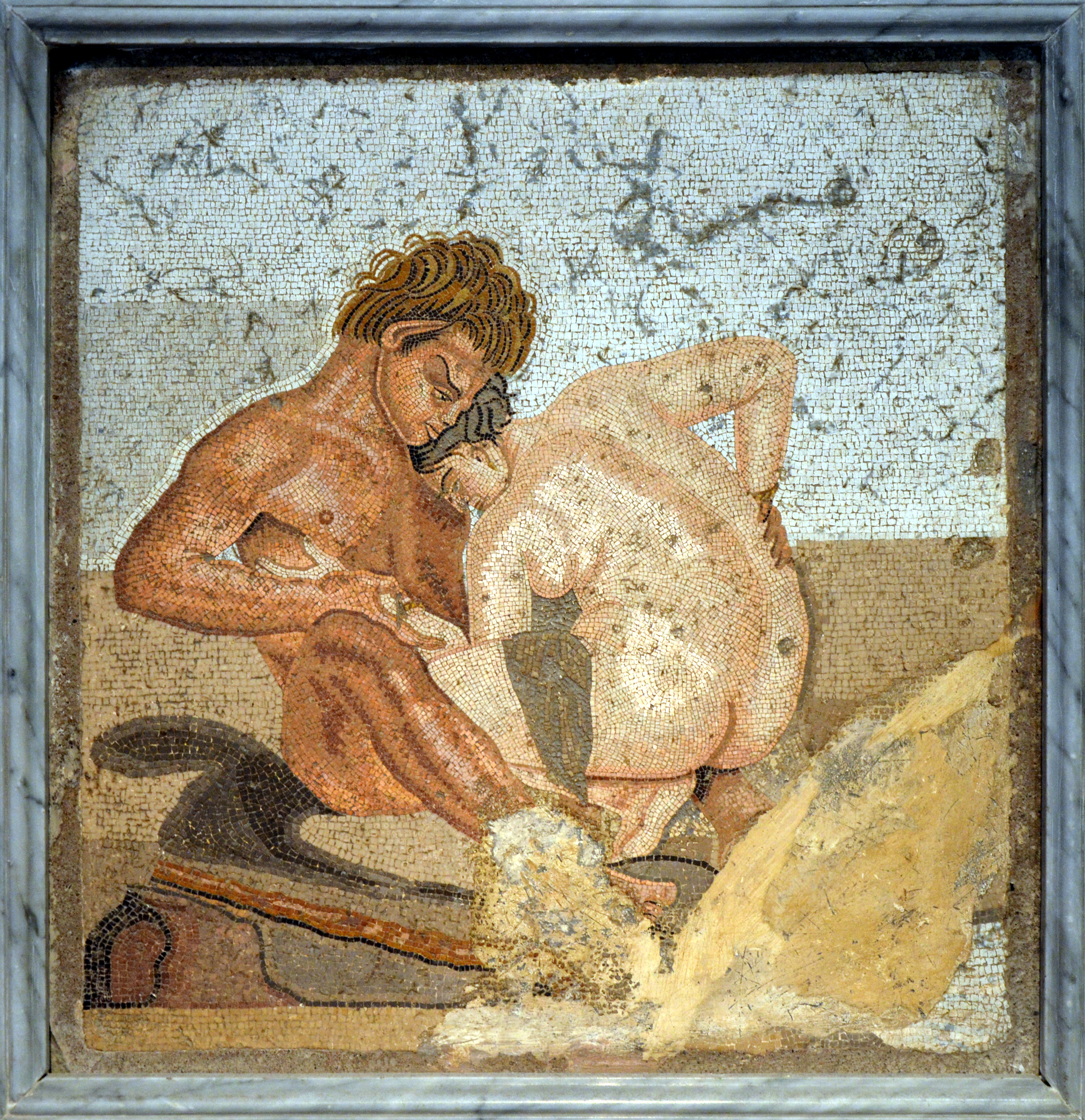
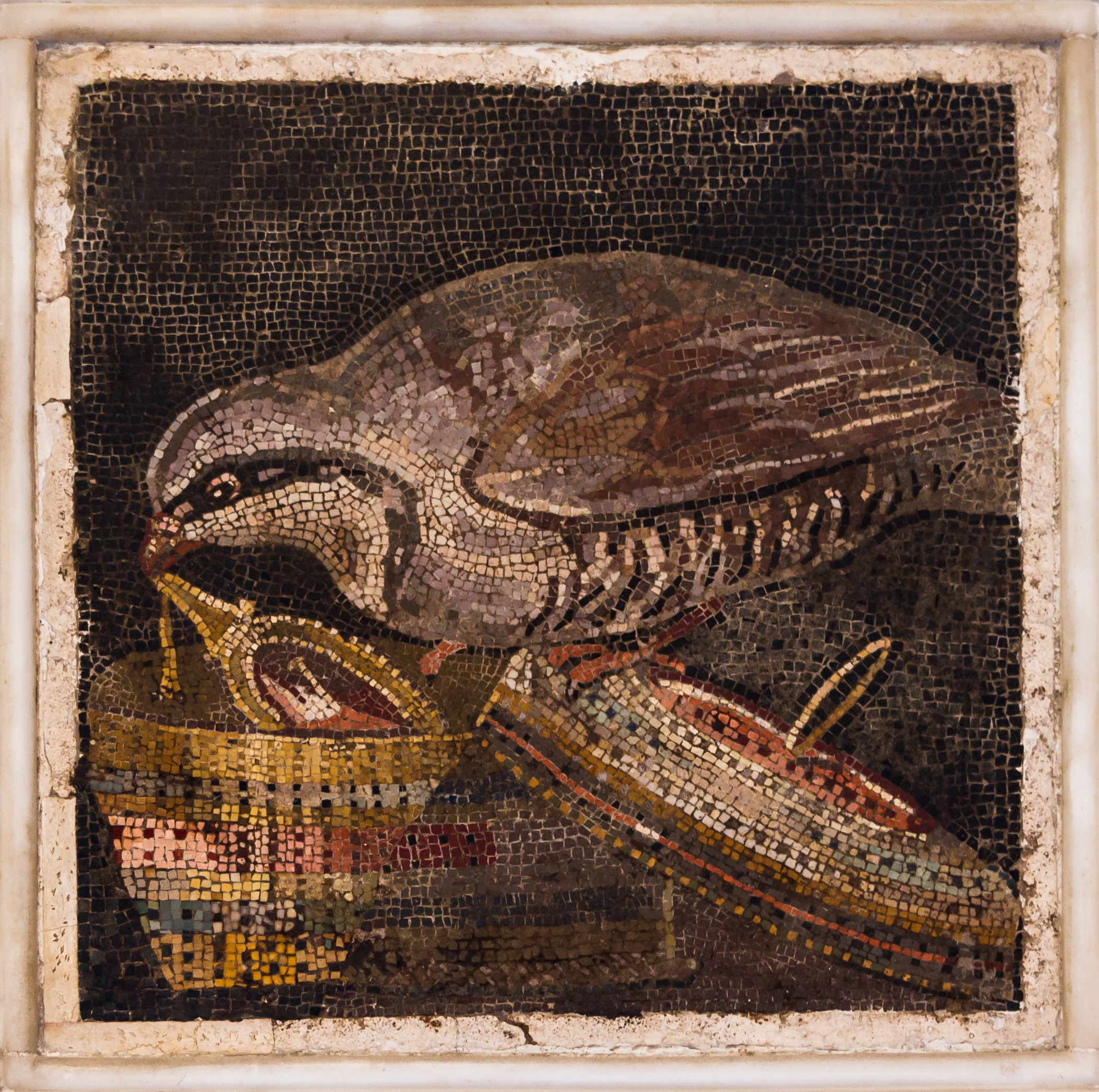
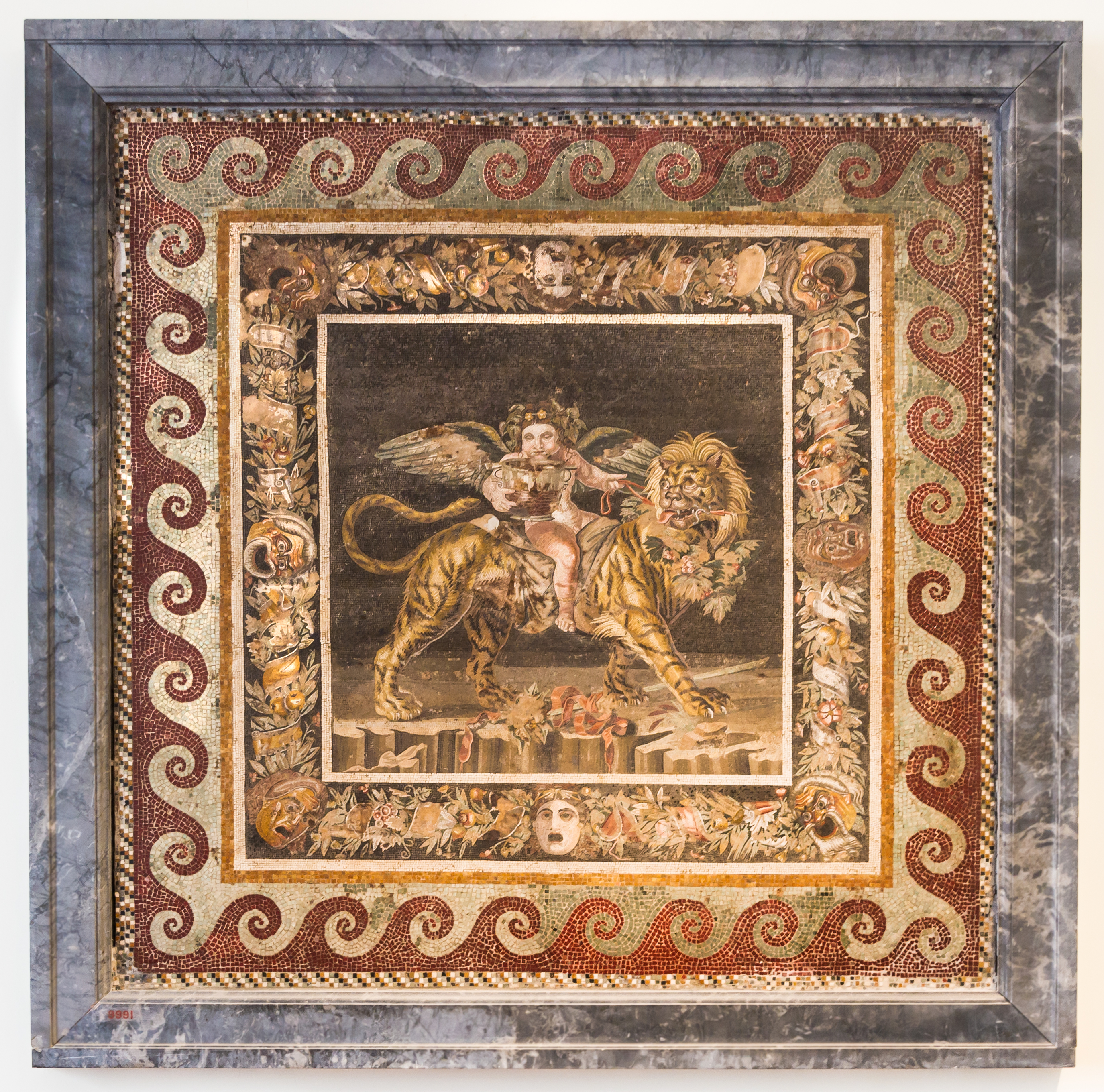
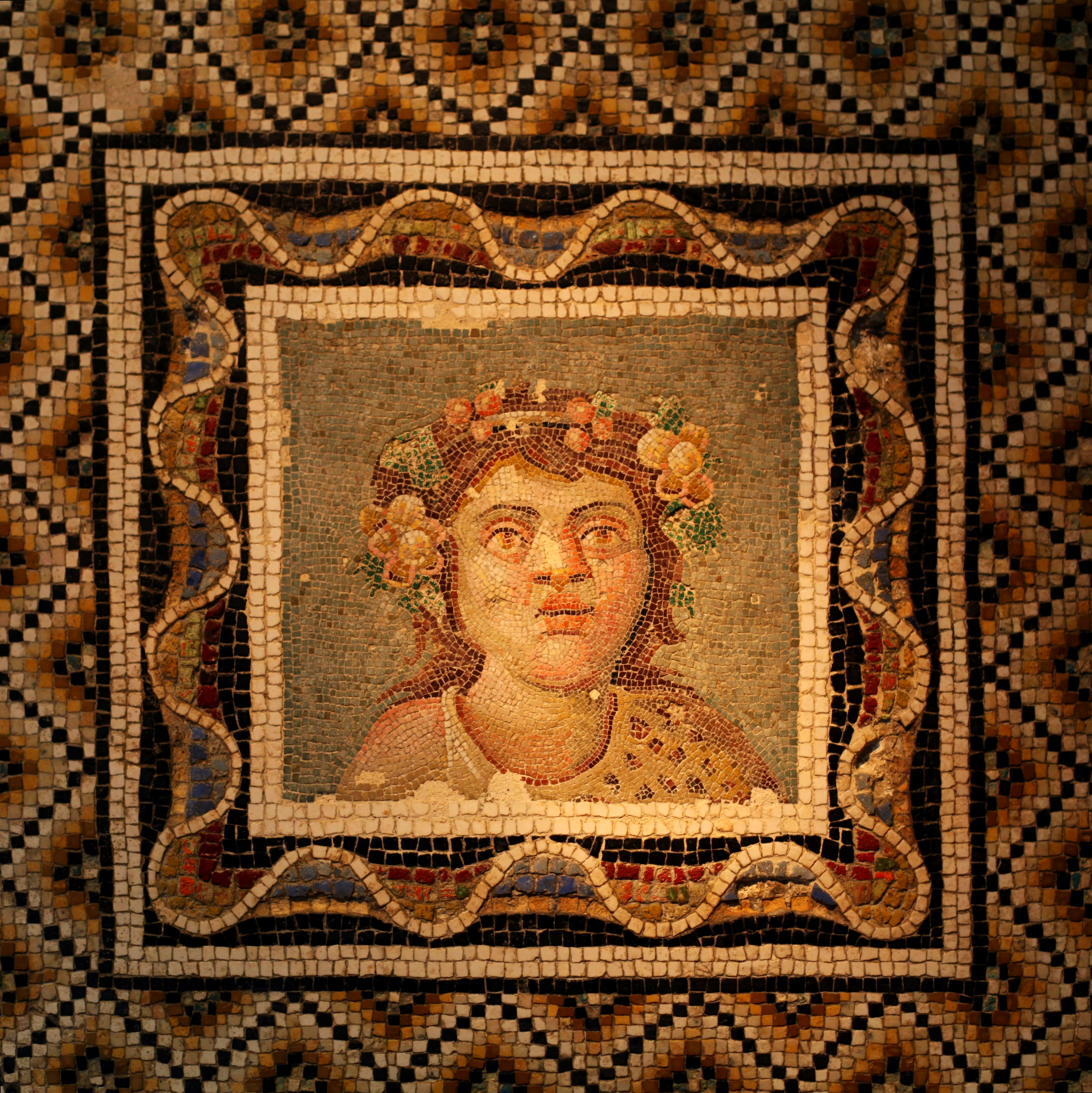

## Византия
Расцвет искусства микромозаики пришёлся на поздневизантийский период с 1300 по 1453 года в Константинополе. Она использовалась для иконописи. Самый известный образец изображает двунадесятые праздники греческой православной церкви и сейчас находится в Барджелло, Флоренции. Предположительно картина была подарена флорентийскому баптистерию в 1394 году вдовой византийского придворного чиновника. Другая работа находится в Риме, Санта-Кроче-ин-Джерусалемме. Картина была создана в Константинополе примерно в 1300 году, во времена Григория I и сыграла ключевую роль в развитии иконографии Мужа скорбей на Западе. 
После падения Константинопля в 1453 году, греческие города разорялись турками и в это время множество византийских икон продавали коллекционерам в Европе. Например римский папа Павел II в своей коллекции собрал 23 микромозаичные иконы. Некоторые из них попали в коллекцию Лоренцо Медичи. Греческий учёный Виссарион Никейский передал несколько икон Собору Святого Петра.

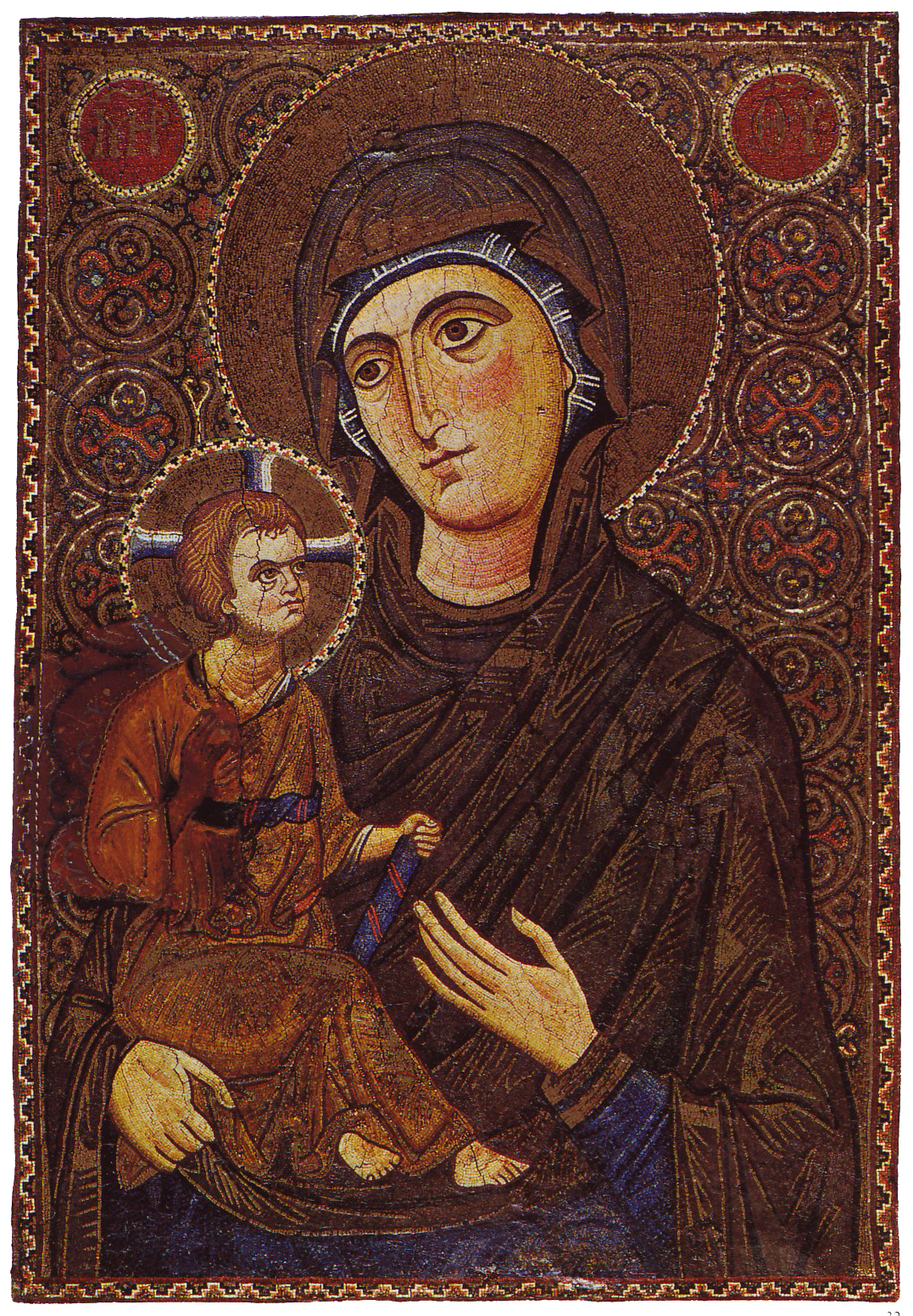
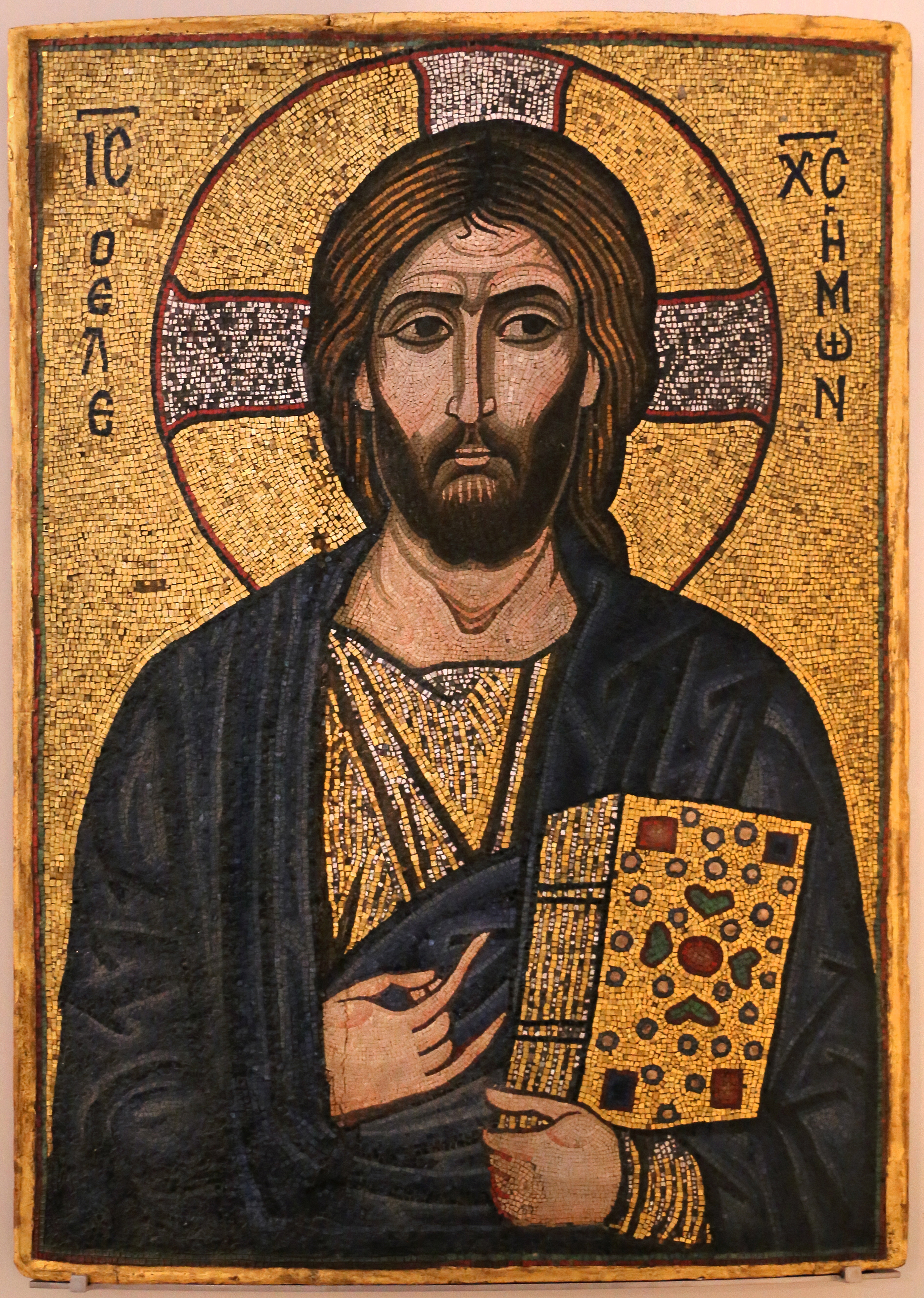
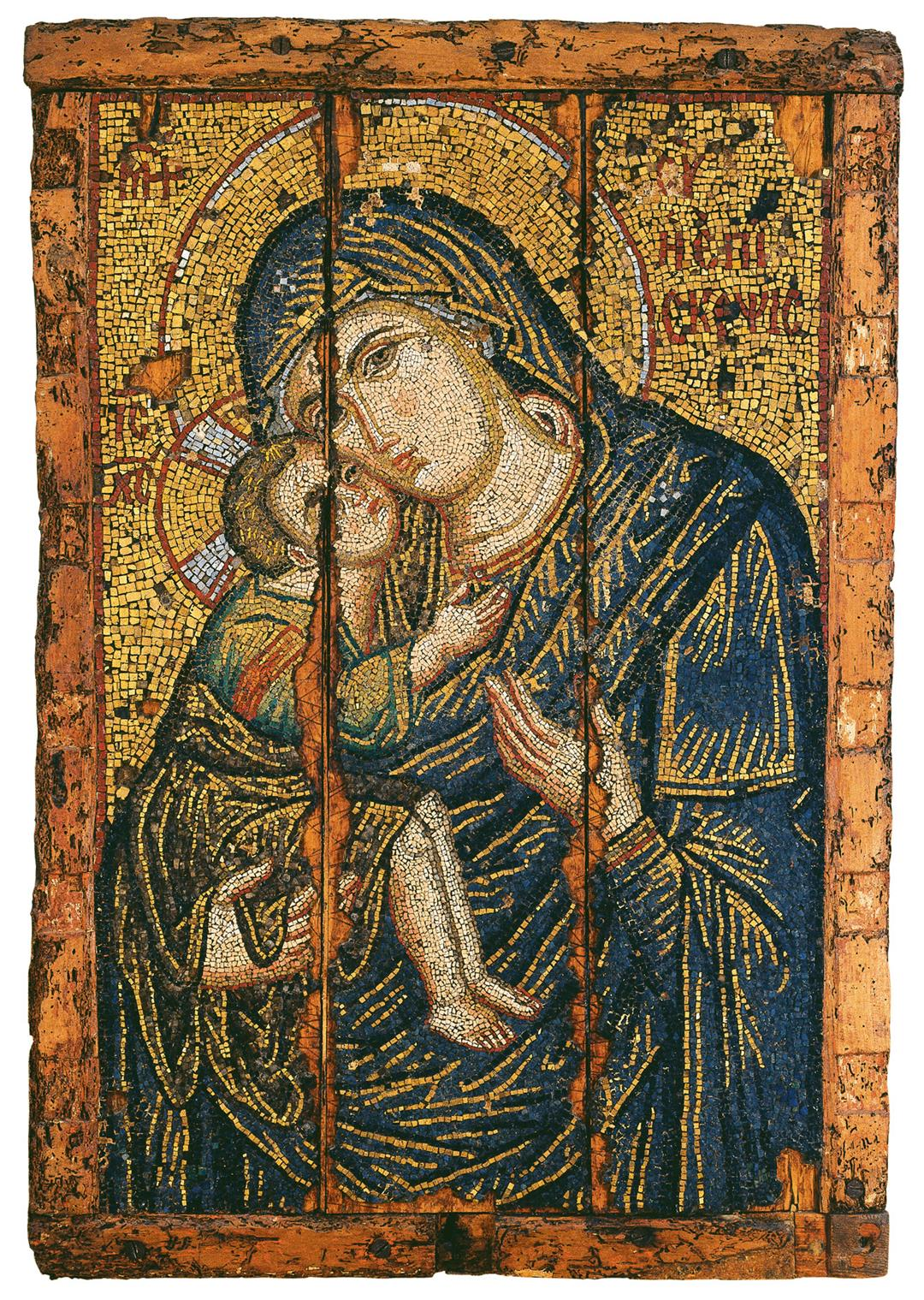
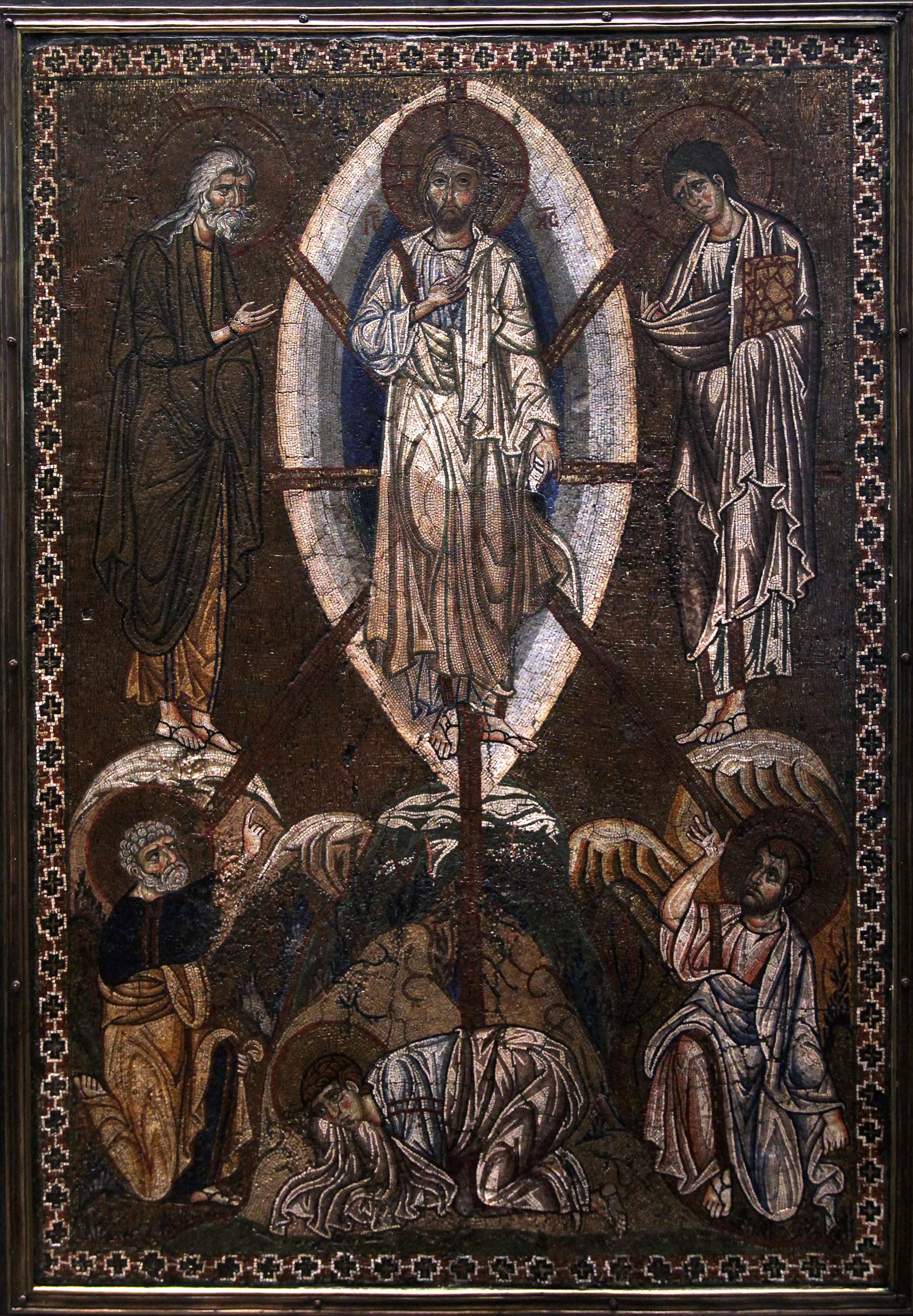
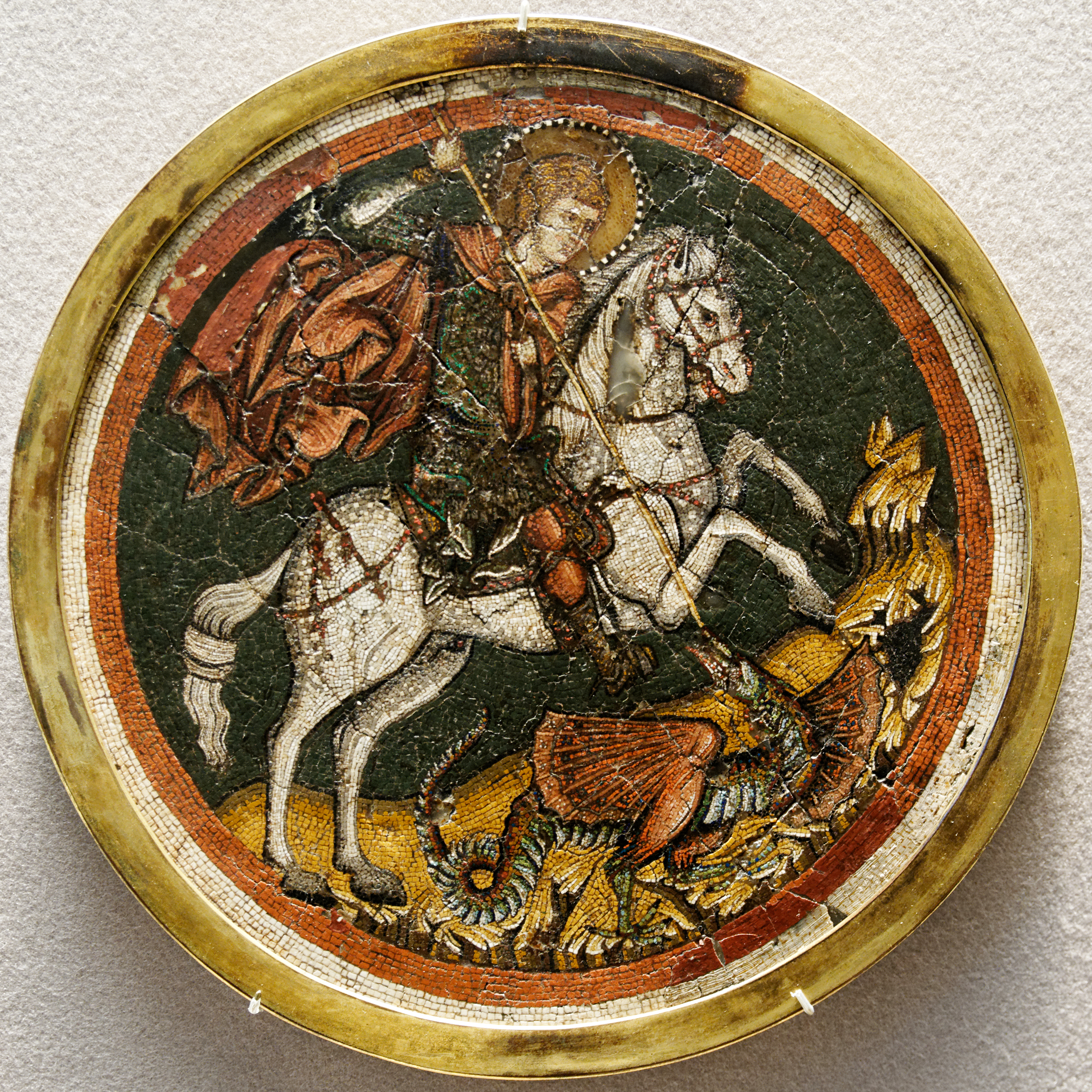

## Италия
Возрождению искусства микромозаики предшествовало важное событие в Риме в эпоху Возрождения. Связано это было с неприятным случаем после завершения строительства Собора Святого Петра. Внутри помещений собора начал образовываться и собираться водяной пар и многие произведения искусства быстро истлели, однако произведения из мозаики сохранились. При соборе была открыта мастерская для создания мозаичных изображений и реплик византийских икон. Мастера экспериментировали над тысячами новых оттенков тессер, чтобы найти подходящий материал. Хотя их основная работа сводилась к созданию икон и декоративных сюжетов для храмов Рима, в периоды простоя мастера подрабатывали, создавая миниатюрные реплики для продажи частным лицам. 

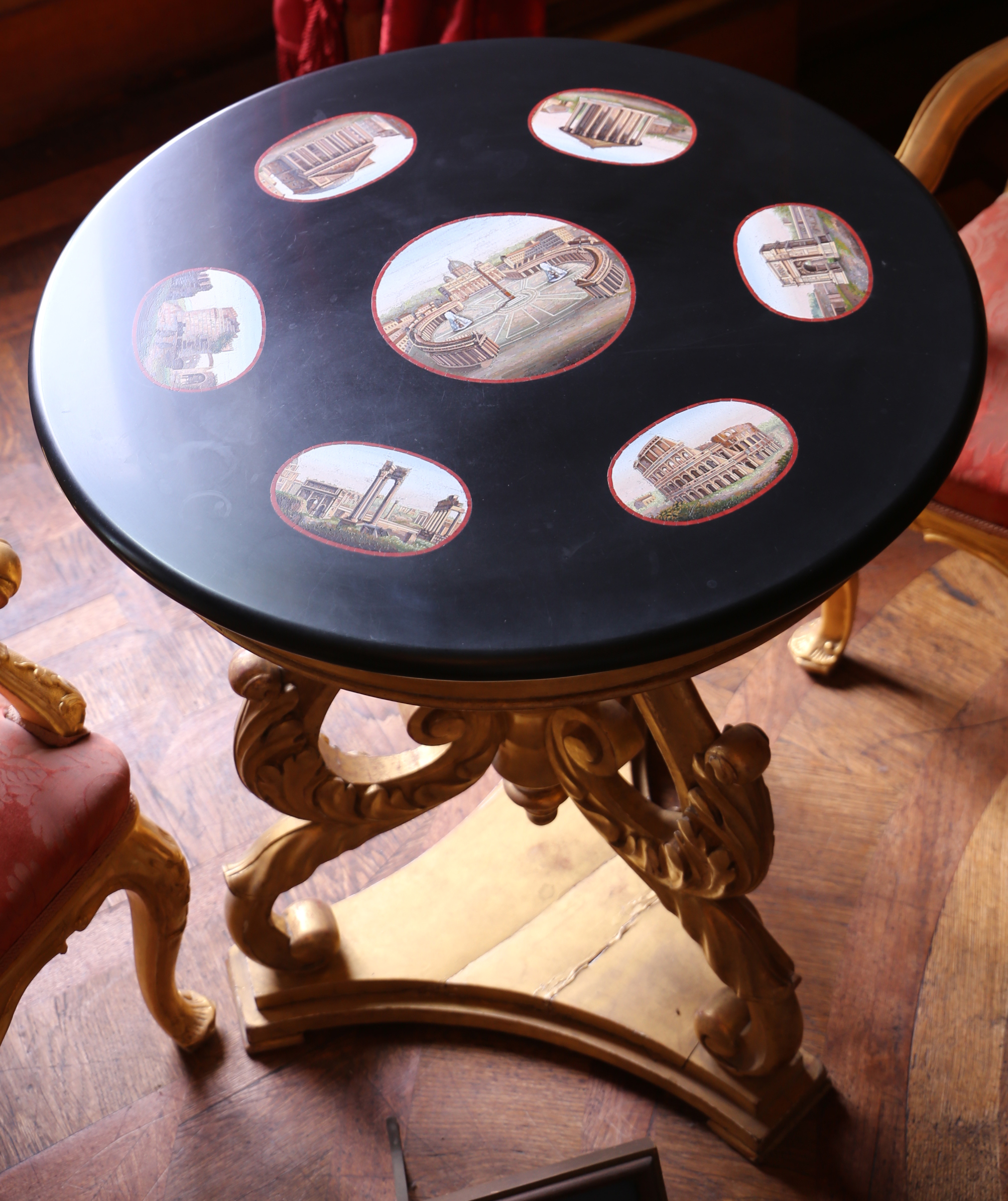
Стол с микромозаикой в замке Мирамаре, подаренный Пием IX

Расцвет микромозаичного искусства пришёлся на конец XVIII и XIX века, когда изделия начали продаваться туристам-дворянам, прибывавшим в Рим в рамках гран-тура. Микромозаичное изделие стало своеобразным сувениром для богатого путешественника в Италию.
Основоположником итальянской микромозаики принято считать Джакомо Раффаэлли, он одним из первых начал использовать микромозаику в ювелирных украшениях. В своих изделиях он использовал натуралистичные сюжеты, вдохновлённые живописью старых мастеров, с изображением птиц, цветов, животных и пейзажей. В 1775 году он устроил первую в Риме выставку-продажу изделий с микромозаикой. Джакомо также воссоздал мозаичную реплику Тайной вечери. Другие известные микромазаисты — Клементе Чули, Кавальери Микеланджело Барбери (1787 – 1867) и Доменико Молья (1780 – 1862). Фортунато Пио Кастеллани (1794 – 1865) популяризовал микромозаичные изделия в «археологическом стиле», копируя древнеримские и византийские мотивы. Работы Кастеллани копировали художники, работавшие с фарфором. Лучшие образцы микромозаики хранятся в Коллекции Гилберта в Лондоне. 
Микромозаичные изделия были популярны на протяжении XIX века, пиковый период расцвета этого искусства пришёлся на Викторианскую эпоху. Многие изделия экспортировали в Лондон или Париж. Так как авторы микромозаики не считались художниками, они не подписывали свои произведения и авторство большей части изделий не известно.  
К началу 1900-х годов микромозаика утратила популярность. Связано это было с индустриализацией, сделавшей многие другие виды украшений более доступными. Хотя искусство микромозаики продолжало существовать, изделия стали проще и примитивнее, они создавались в основном для туристов. Кусочки в итальянской микромозаике в отличие от византийской или древнеримской представляли собой как правило вытянутые стержни, созданные с помощью центрифугирования. Определение микромозаики было предложено в конце XX века, до этого использовалось определение «римская мозаика», что не было совсем корректно, так как далеко не все изделия создавались в Риме.  

### Римская микромозаика
Изделия римской микромозаики как правило вставляли в каменную оправу из чёрного стекла или оникса. Полученное изображение затем покрывали воском и затем полировали до гладкой и ровной поверхности. Такие микромозаики создавали для ювелирных украшений, как декоративные элементы для предметов, декоративных коробок, пресс-папье. Лучшие работы могли вмещать в себя до 5000 кусочков на квадратный дюйм. Работа над одним изделием могла занимать у мастера до нескольких недель. 
Самыми популярными художественными мотивами были пасторальные пейзажи, римские достопримечательности — как правило Собор Святого Петра, Колизей, Пантеон, Римский форум, Триумфальная арка Тита, Пирамида Цестия, Помпеи. Другие популярные мотивы — буколические сцены из крестьянской жизни в Италии, голуби, пьющие из золотого блюдца (итал. Les Colombes De Pline), лежащий кинг-чарльз спаниель, реже собаки других декоративных пород, религиозные мотивы, скопированные из других произведений. В периоды археологических открытий популярными стали египетские мотивы. 
В пик популярности микромозаичных изделий, в Рим, в поисках выгоды устремилось множество неквалифицированных рабочих, которые начали создавать дешёвые и некачественные реплики, нанеся серьёзный репутационный ущерб отрасли.  

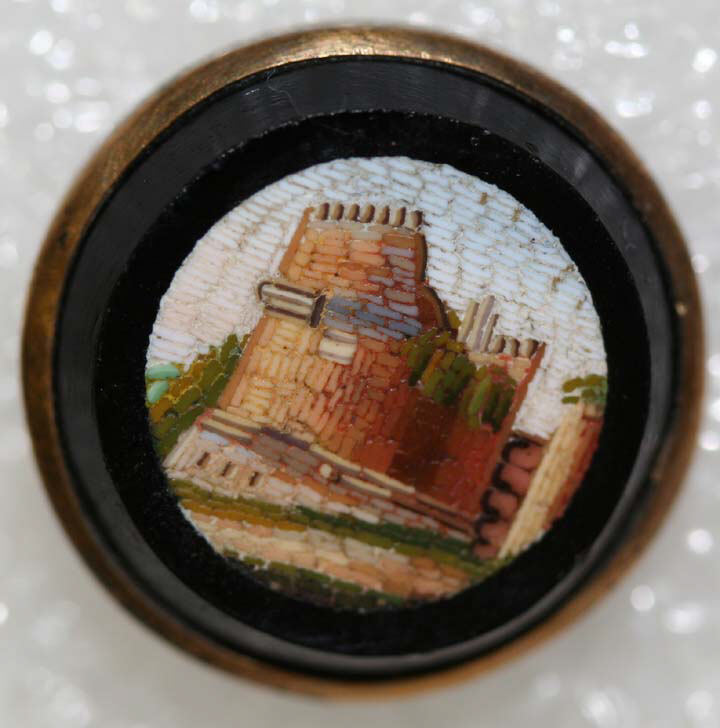
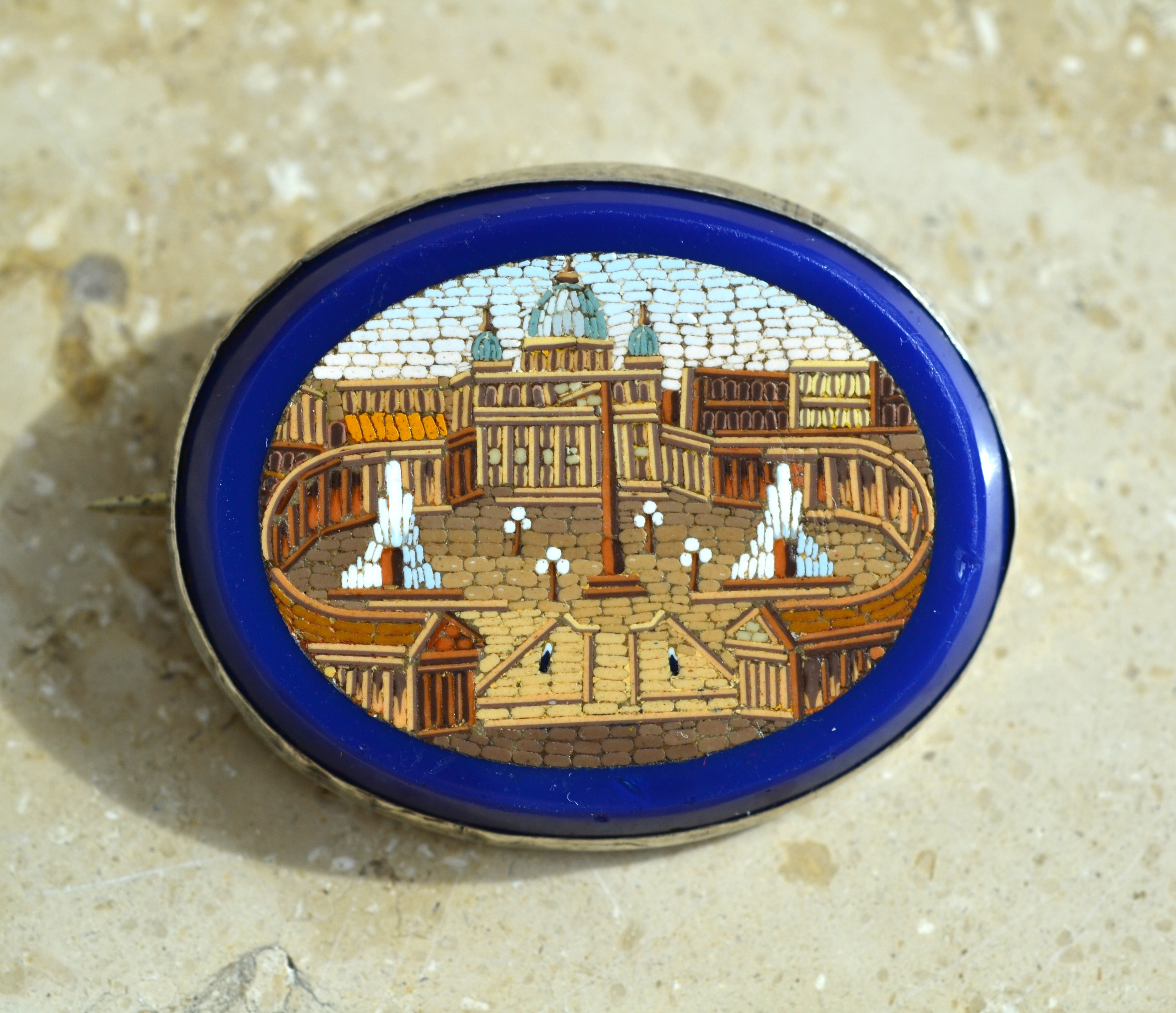
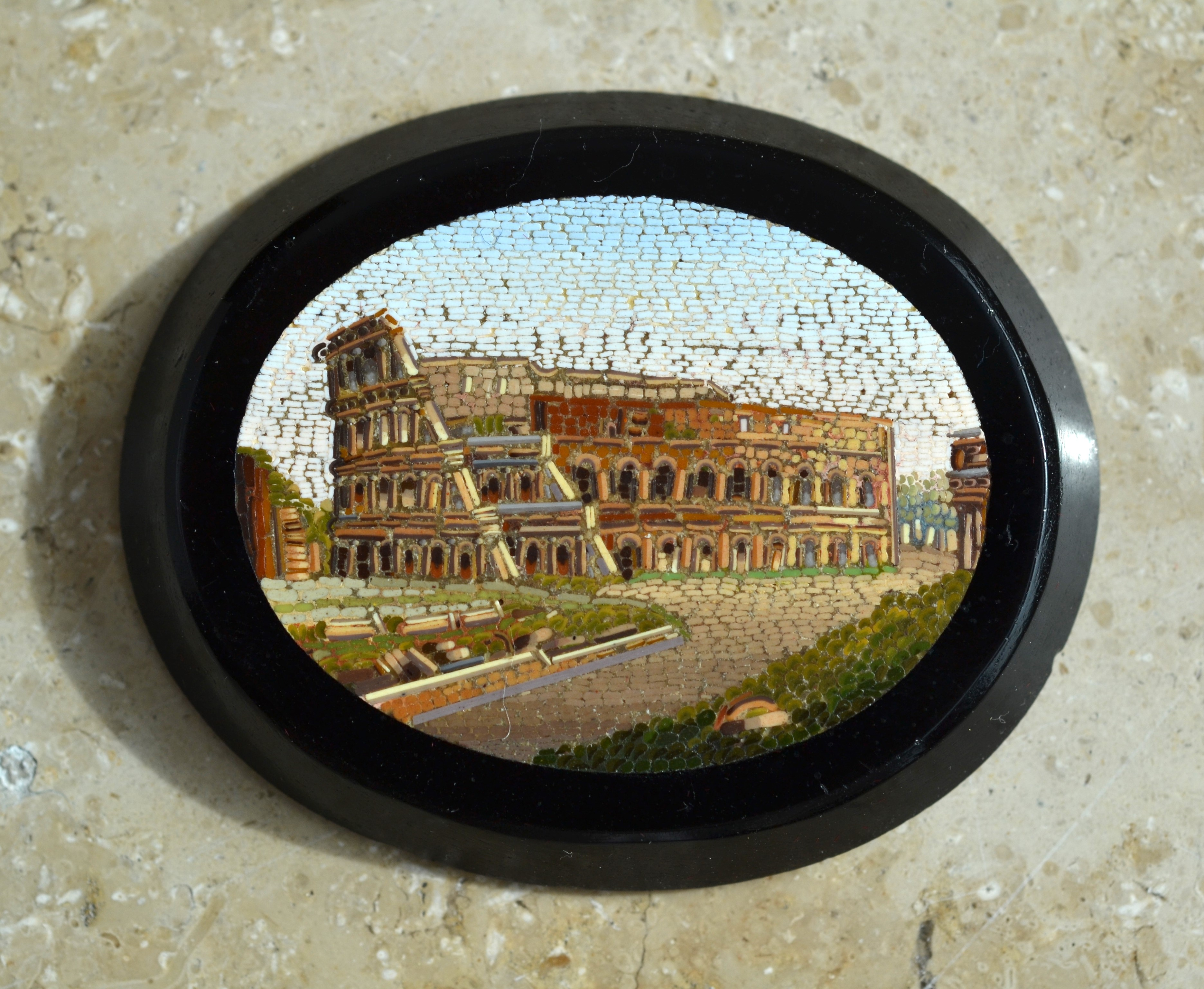
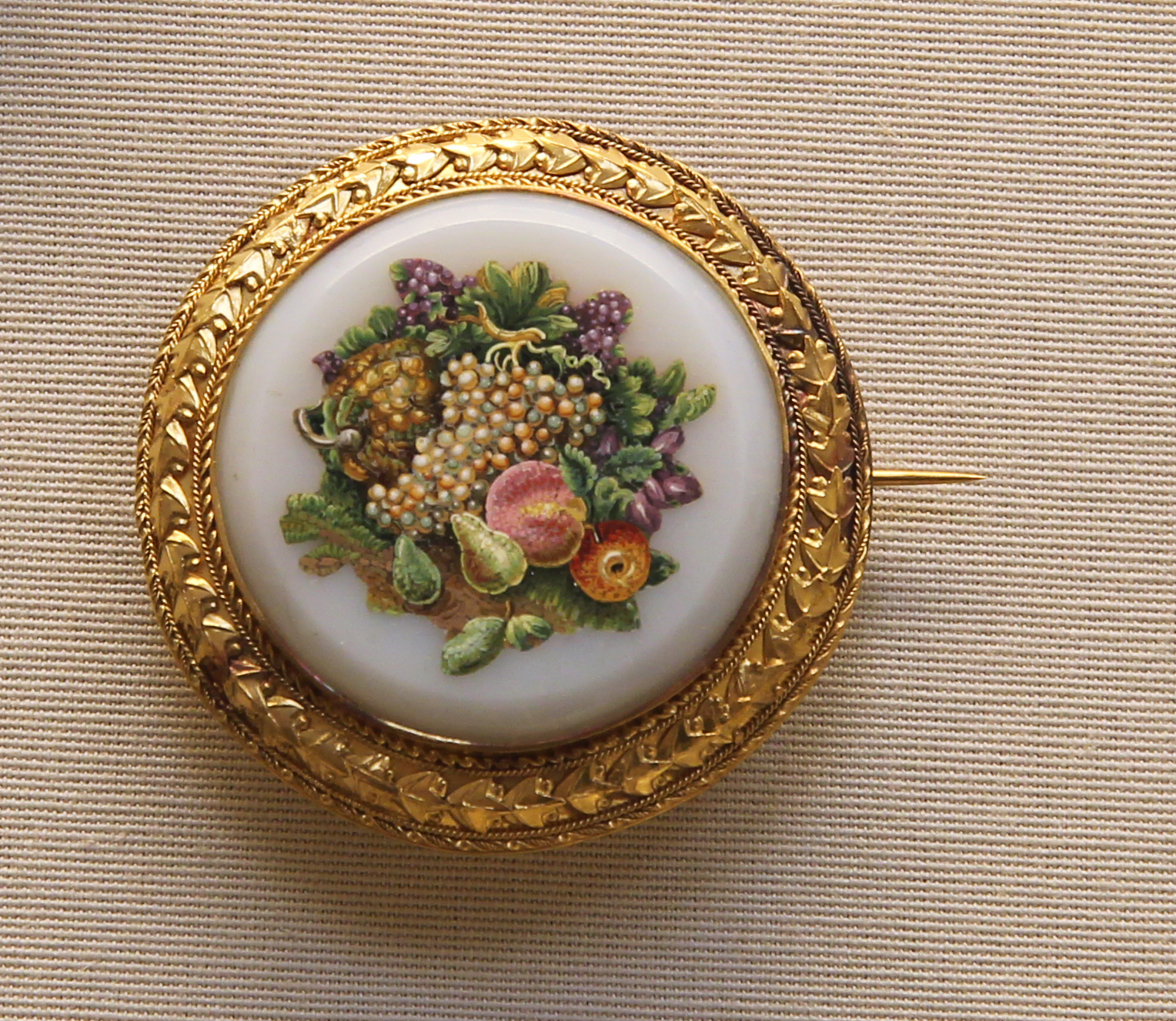
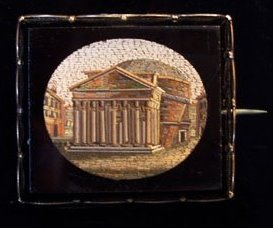

### Микромозаика миллефиори
Если римская микромозаика представляла собой цельные изображения из однородных кусочков разного цвета, то для венецианских изделий было типично большее разнообразие форм стеклянных кусочков, Представлявших собой как и типичные тессеры, так и имевшие форму например лепестков или листьев. Самыми популярными художественными мотивами были цветы и узоры, вставленные в металлическую оправу из меди или латуни. Венецианская микромозаика как правило совмещает технику миллефиори и называется микромозаикой миллефиори.  
Венецианские изделия были самыми массовыми и простыми в создании. Их производство было налажено к концу XIX века и особенно много их создавали в середине XX века с маркировкой «made in italy» или «italy». Со временем подобные украшения становились всё более простыми и грубыми. Качество работы варьировалось. Изящно выполненные украшения необычной формы представляют собой ценность для коллекционеров. Это были как правило брошки, браслеты, коробочки, рамки для фотографий, зеркал, кресты и другие декоративные изделия. Многие брошки имеют форму мандолины или гитары.    

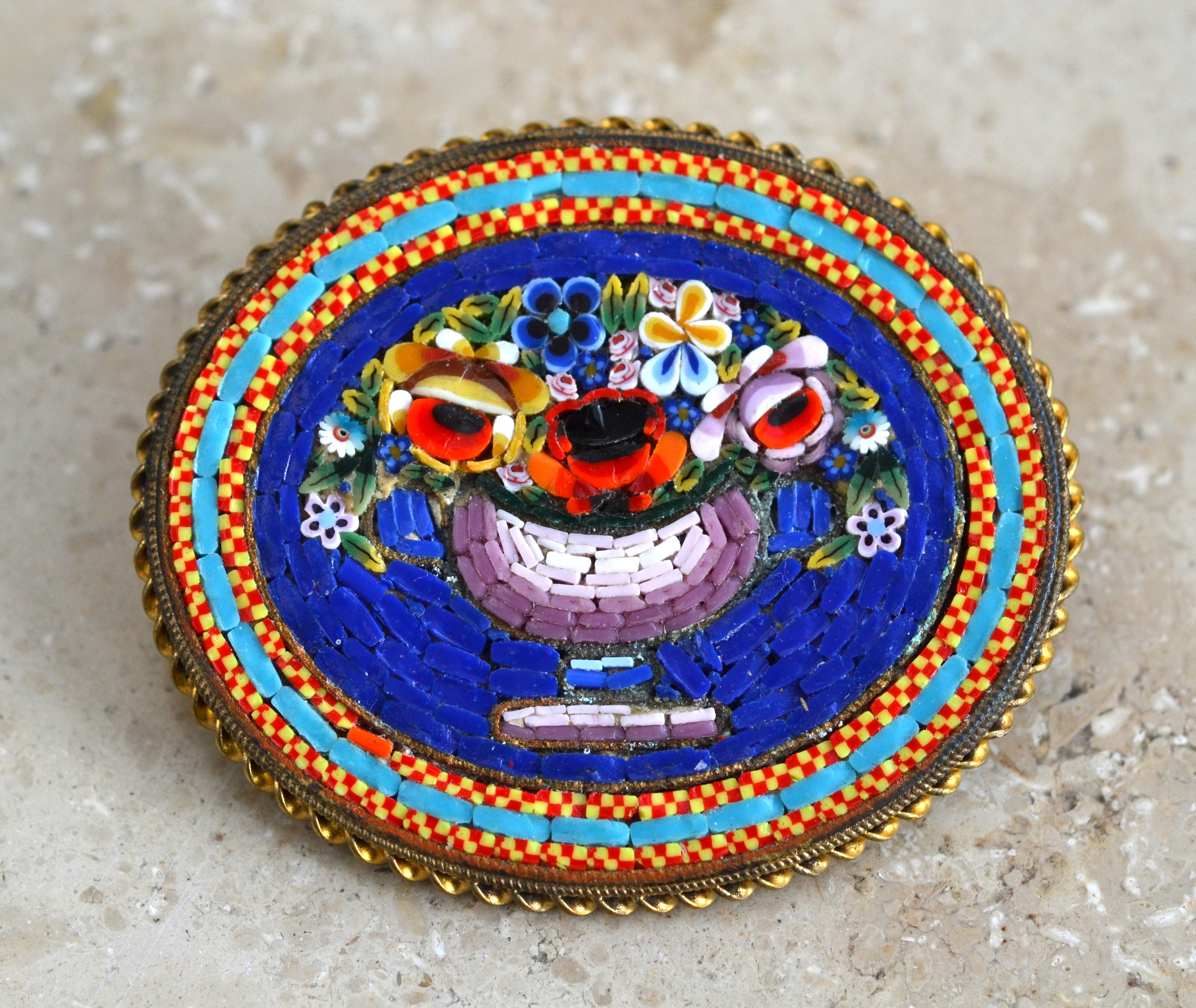
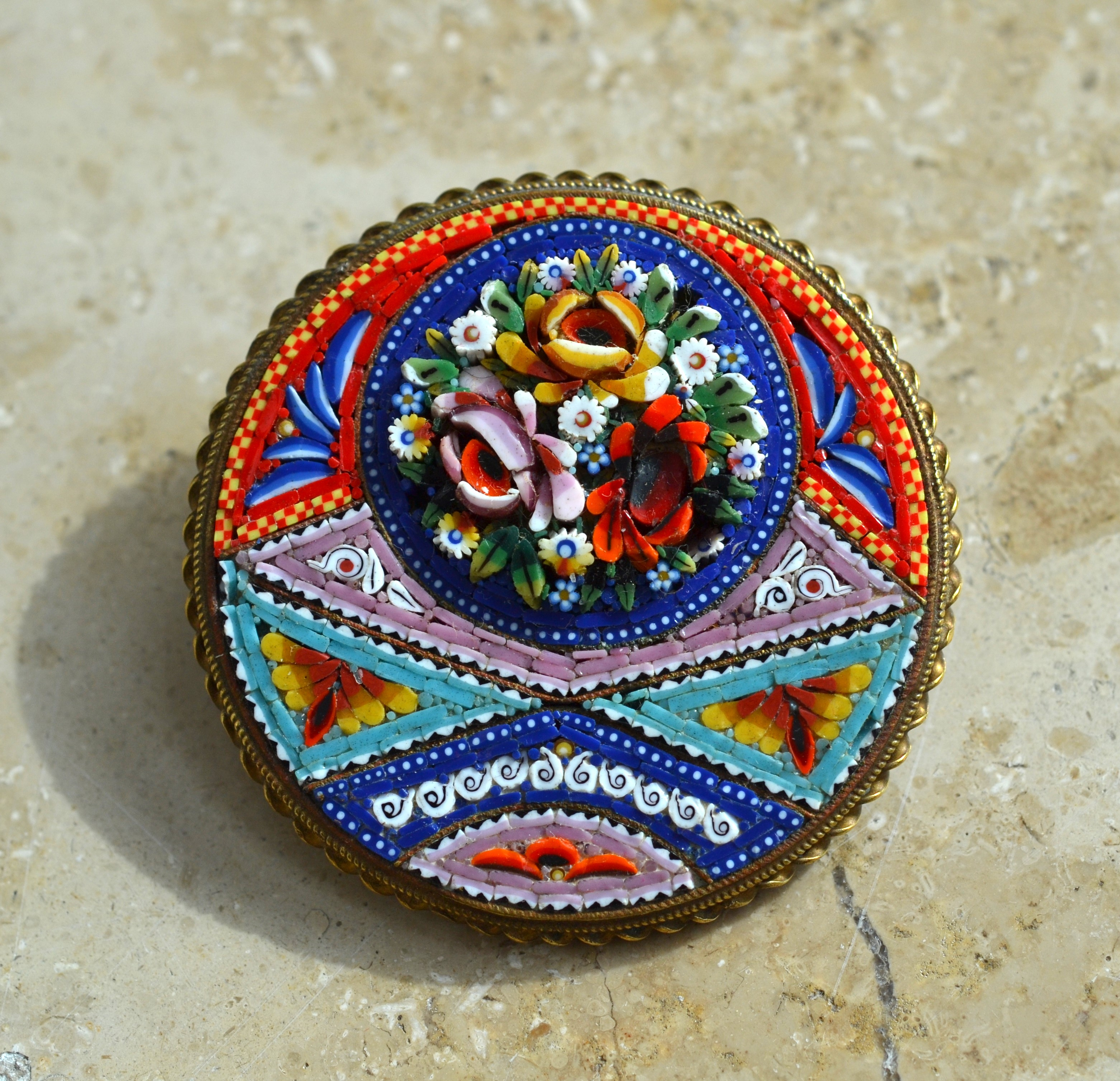
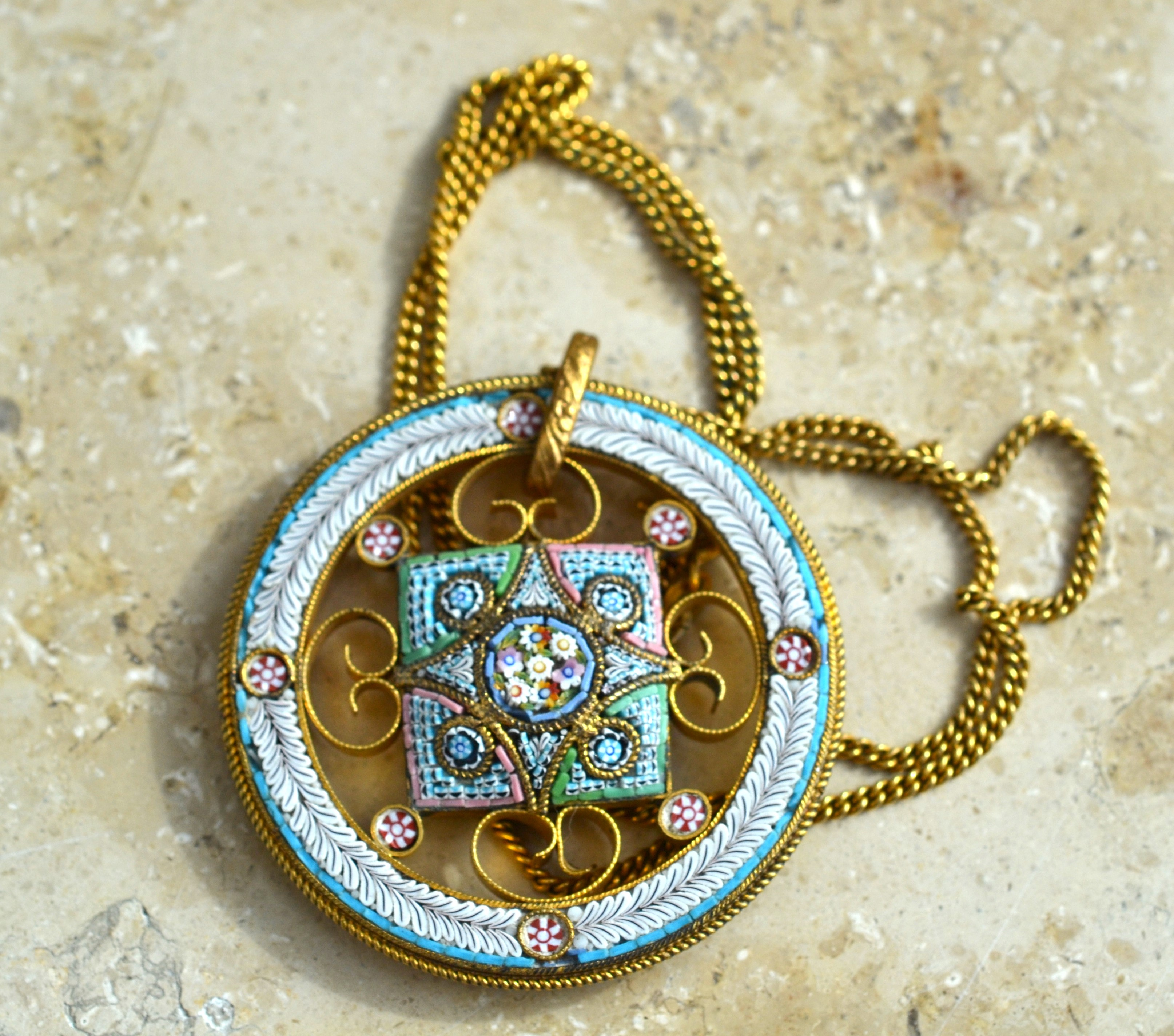
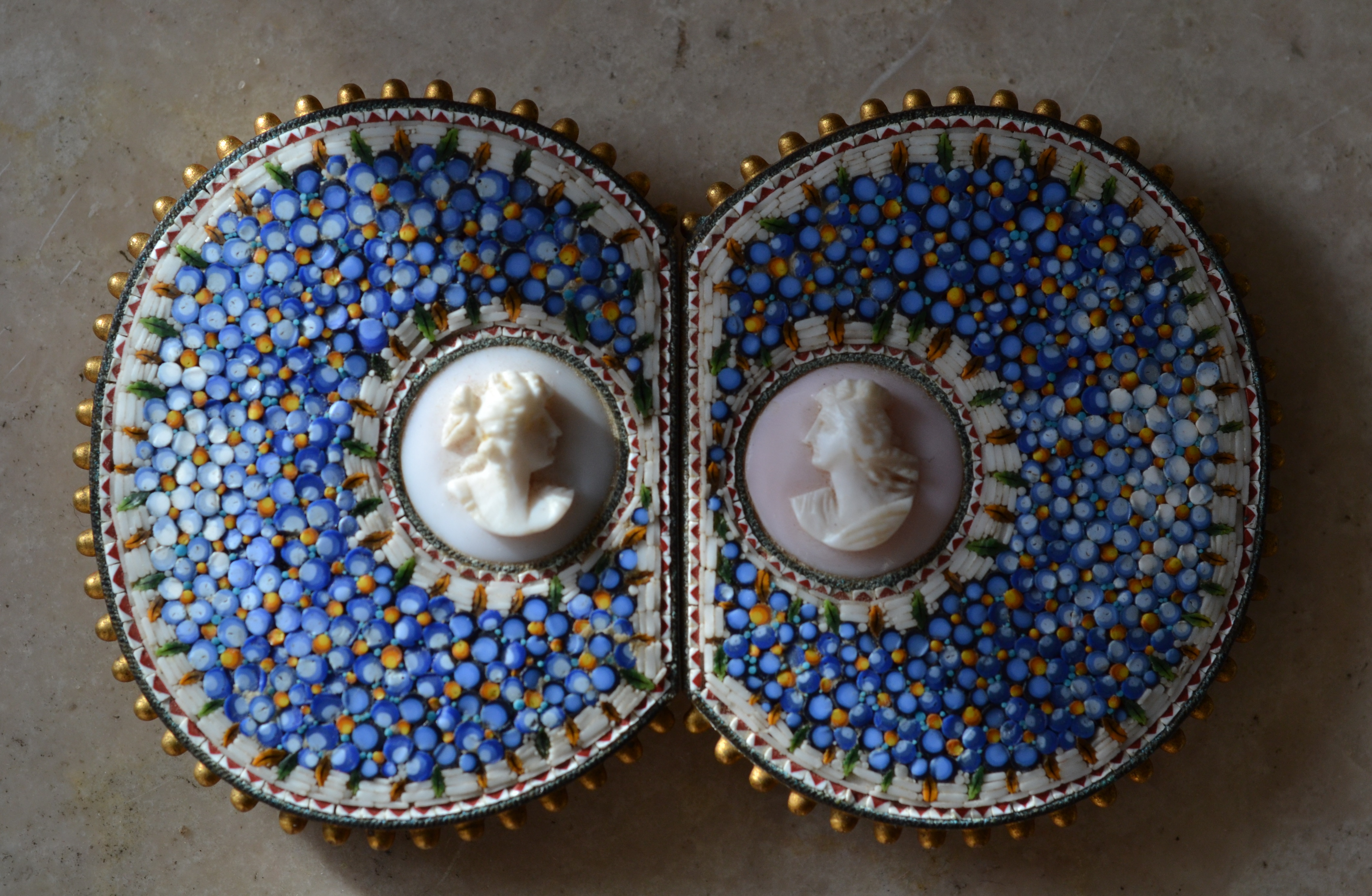

### Петра дура
Во Флоренции ещё в XVI веке было налажено производство изделий по особой технике «Pietra dura» или флорентийской мозаике. Вместо стеклянных кусочков использовались выточенные из камня кусочки разной формы. Для украшений Pietra dura на основном, как правило чёрном камне создавались выемки, в которые вставлялись кусочки из полудрагоценных камней разного цвета цвета, как правило агата, нефрита, сердолика, малахита, лазурита, бирюзы, перламутры или коралла. Украшения как правило изображали белые цветы, реже животных, птиц, ракушек, бабочек итд. 

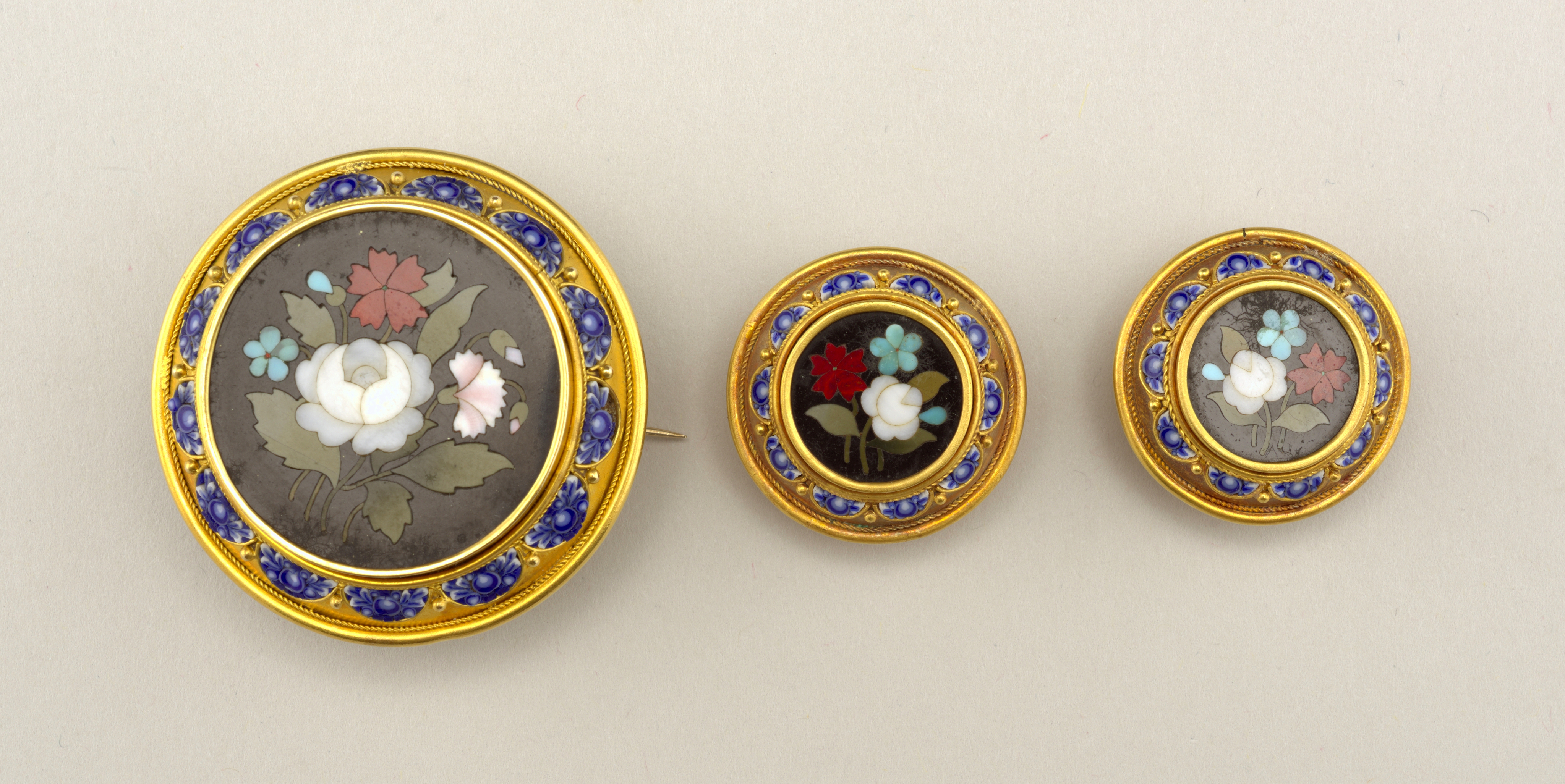